# Ostriwśke
Ostriwśke (ukr. Острівське) – osiedle na Ukrainie, w obwodzie donieckim, w rejonie pokrowskim, w hromadzie Kurachowe. W 2001 liczyło 323 mieszkańców.